# Chevenez
Chevenez (ancien nom allemand : Kevenach) est une localité et une ancienne commune suisse du canton du Jura, située dans le district de Porrentruy.

## Géographie

Photo aérienne (1950)

Chevenez se trouve à 6 km à vol d’oiseau au sud-ouest de Porrentruy, dans une vallée sèche de l’Ajoie, au pied nord du massif du Jura. Le gouffre émissif du Creugenat donne naissance à une rivière temporaire.

## Histoire
La première mention du village apparaît en 814, sous le nom de Chaviniacus. Les terres appartenaient au domaine du cloître de Saint-Ursanne. En 1474, Chevenez a été attribué à l’Évêché de Bâle.
De 1793 à 1815, Chevenez a appartenu à la France, dans le département du Mont-Terrible, puis dans celui du Haut-Rhin. À la suite d'une décision du Congrès de Vienne, en 1815, la commune a été attribuée au canton de Berne, comme toutes celles du District de Porrentruy. Le 1er janvier 2009, la commune fusionne avec celles Damvant, Réclère et Roche-d'Or pour former la commune de Haute-Ajoie.
Depuis le 1er janvier 1979, la commune fait partie du canton du Jura. En 1764, 1796 et 1802, le village a été ravagé par des incendies.

## Économie
Chevenez est un village agricole. Les exploitations s’adonnent à la production de lait, à la culture de céréales et à l'élevage de chevaux.
Il y a aussi des entreprises du domaine de la mécanique, telle que Busch et TagHeuer.

## Transports
- Ligne CarPostal Porrentruy-Damvant